# Kreuzweg (Grünsfeld)

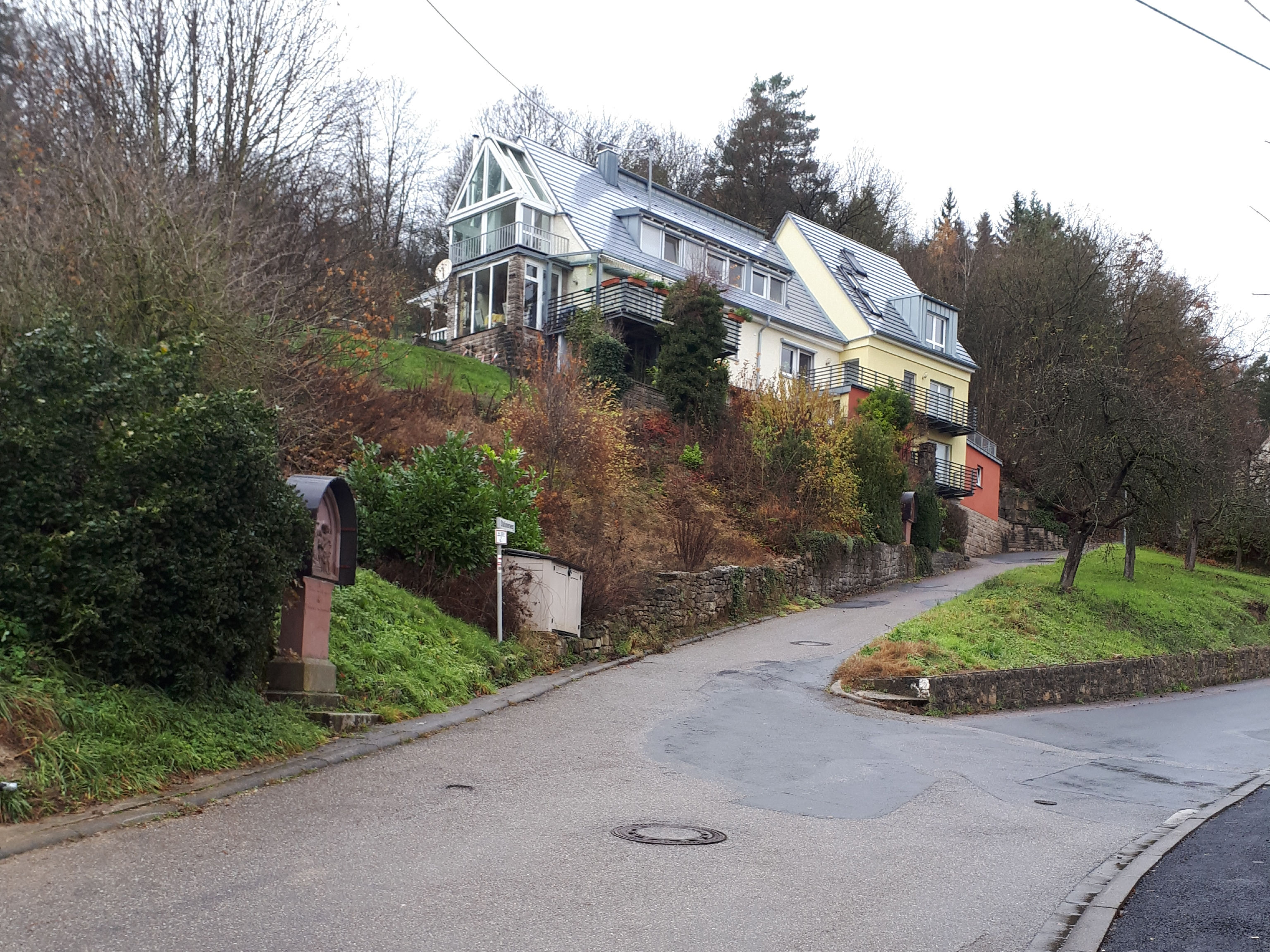
Blick auf den Stationenweg

Der Kreuzweg in Grünsfeld im  Main-Tauber-Kreis in Baden-Württemberg befindet sich am Ortsrand am Stationenweg. Die vierzehn Kreuzwegstationen bestehen aus rotem Sandstein und verfügen jeweils über steinerne Reliefs der Kreuzwegszenen. Daneben haben alle Stationen ein metallenes Dach, das den Sandstein vor Witterungseinflüssen schützt. Der Freilandkreuzweg steht unter Denkmalschutz.

## Kreuzwegstationen
Der Grünsfelder Kreuzweg umfasst 14 Stationen mit den folgenden Inschriften:

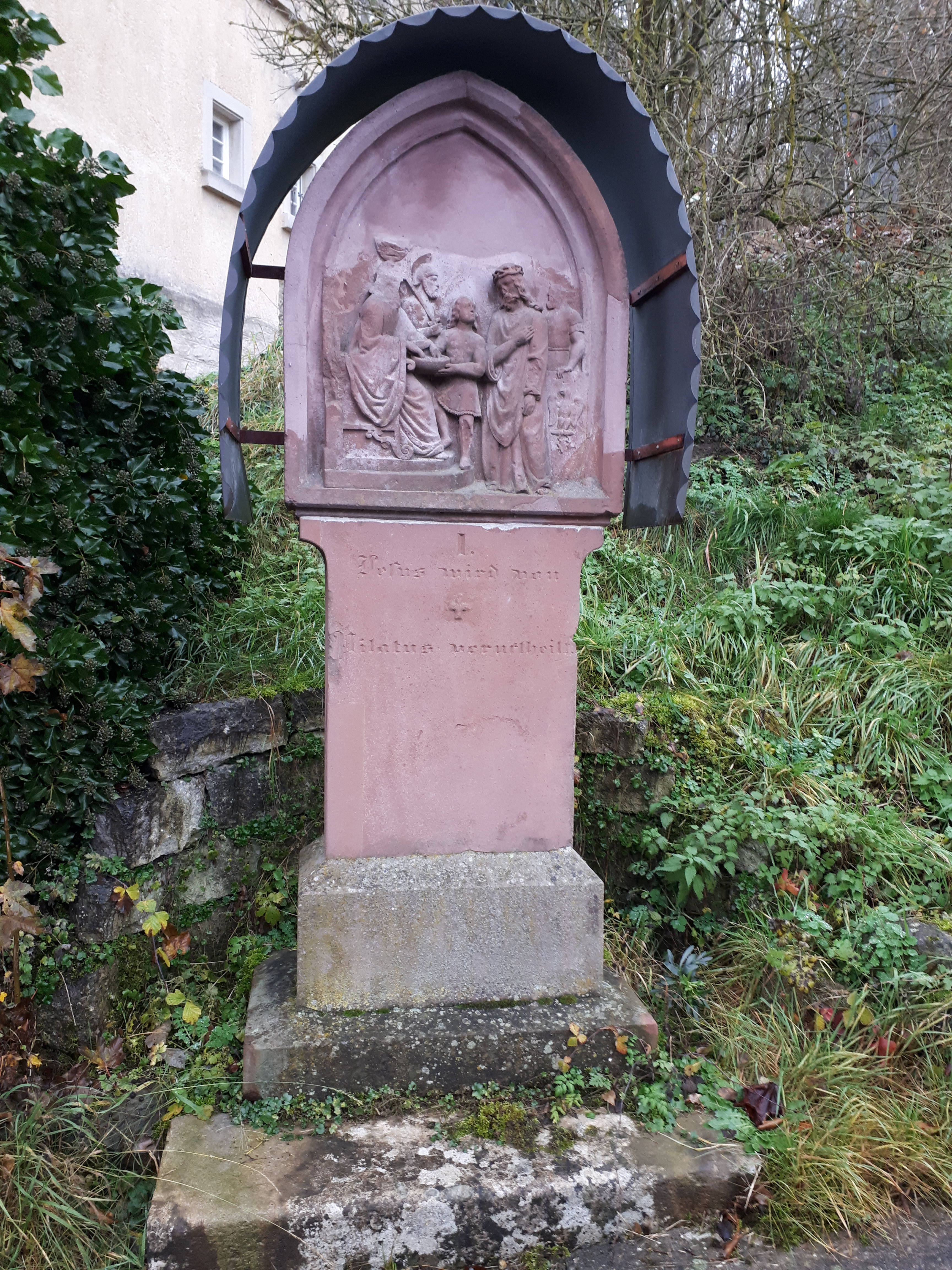
I. Jesus wird von Pilatus verurteilt
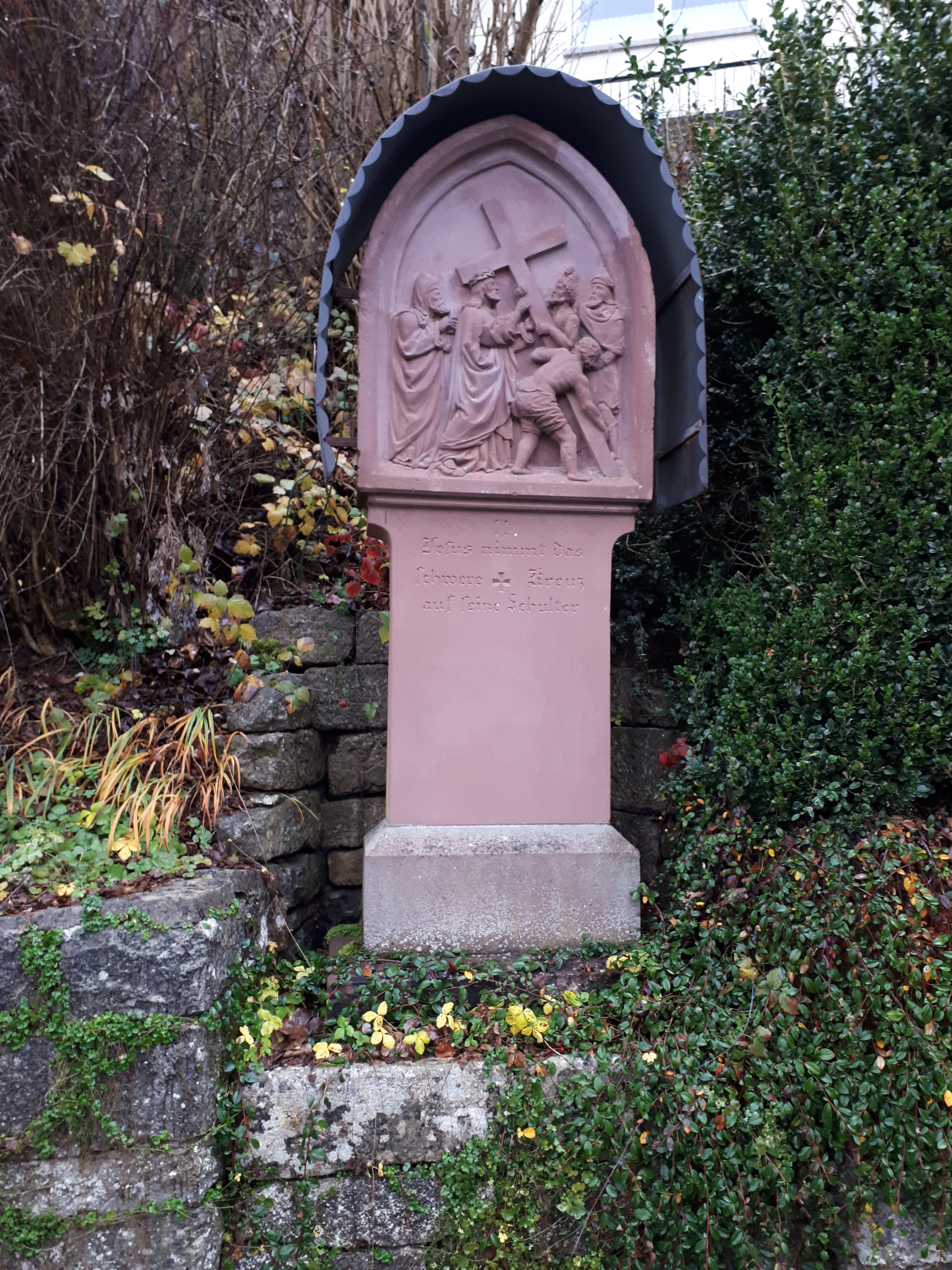
II. Jesus nimmt das schwere Kreuz auf seine Schulter
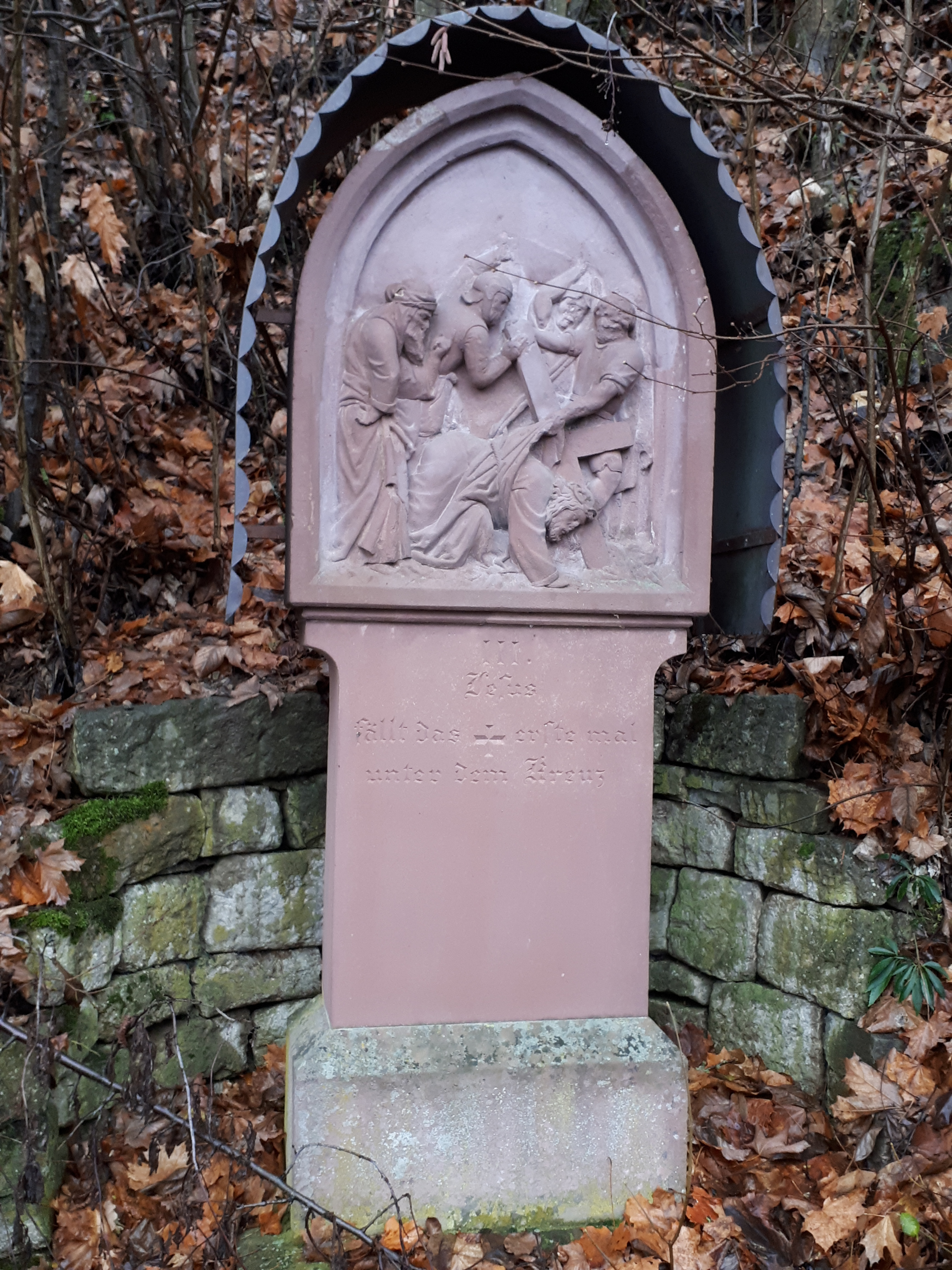
III. Jesus fällt das erste Mal unter dem Kreuz
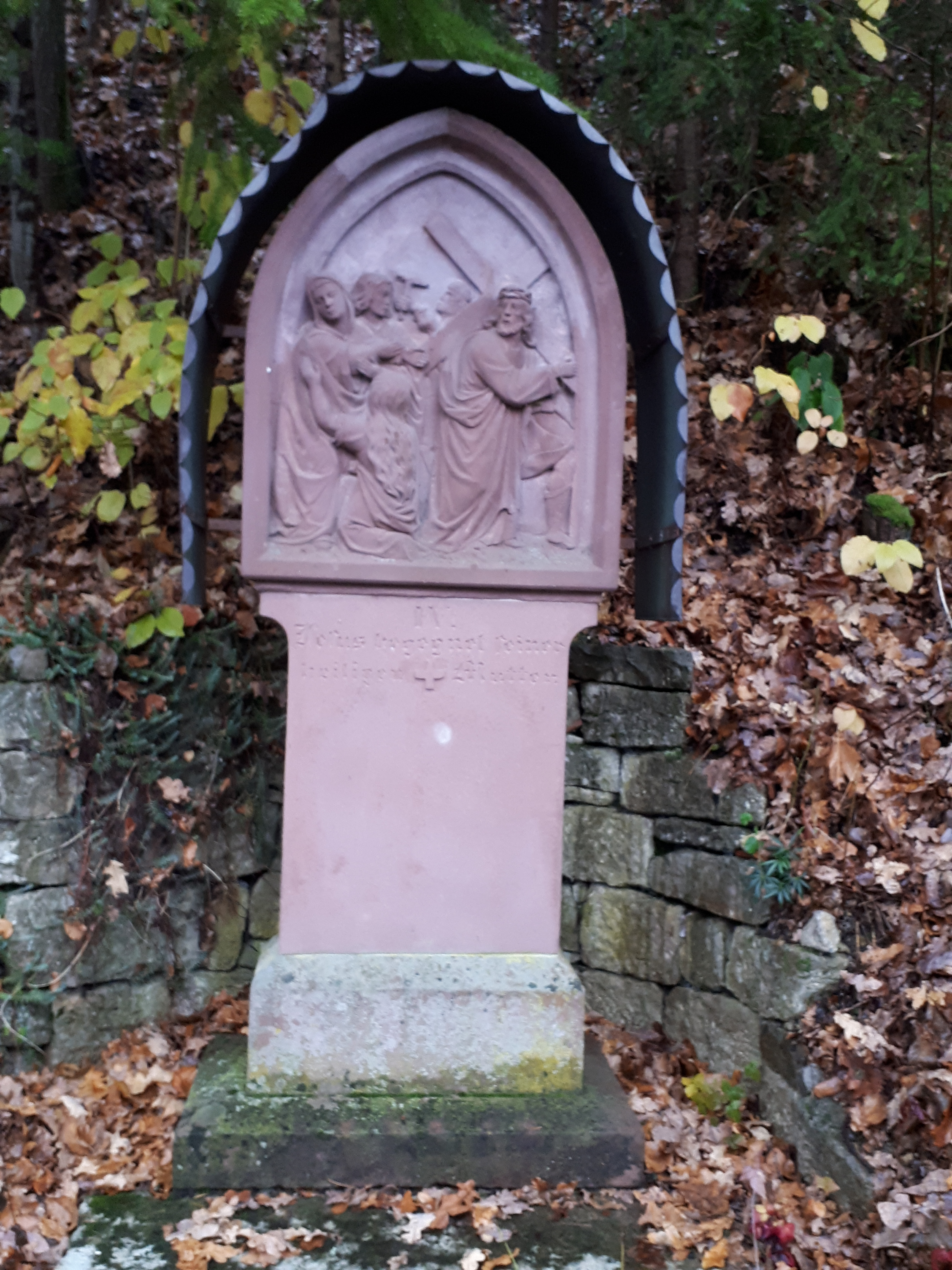
IV. Jesus begegnet seiner heiligen Mutter
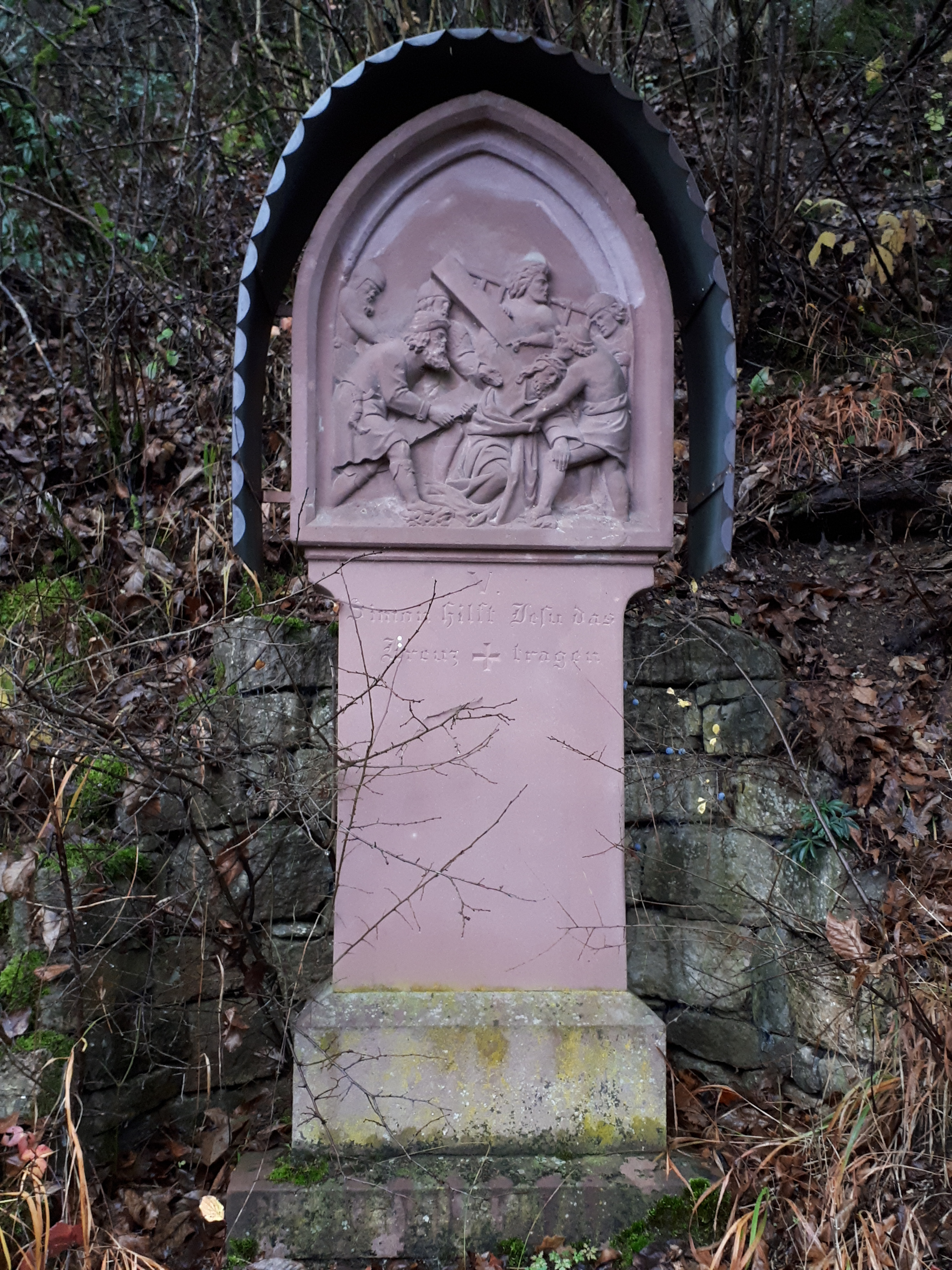
V. Simon hilft Jesus das Kreuz tragen
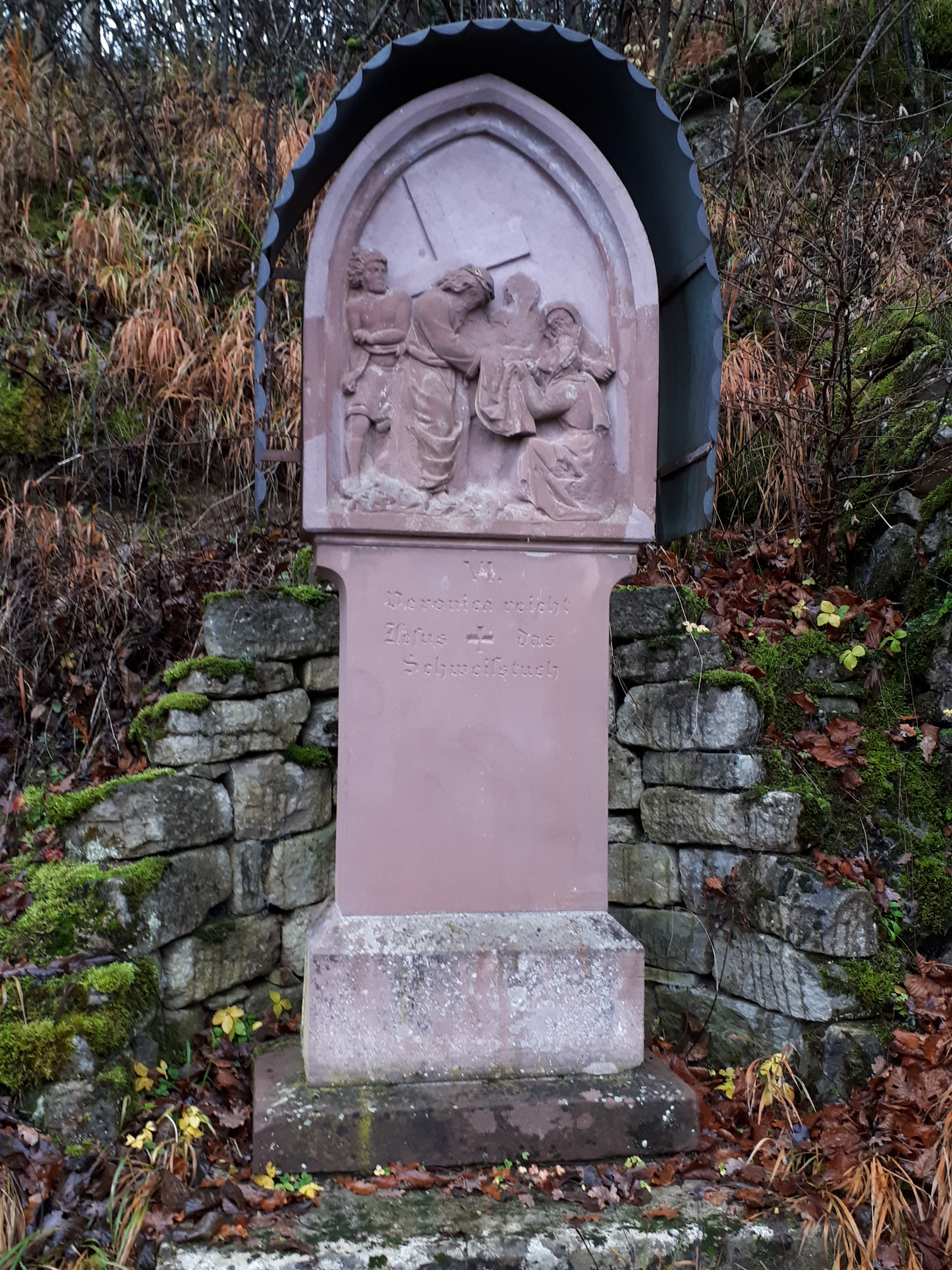
VI. Veronica reicht Jesus das Schweißtuch
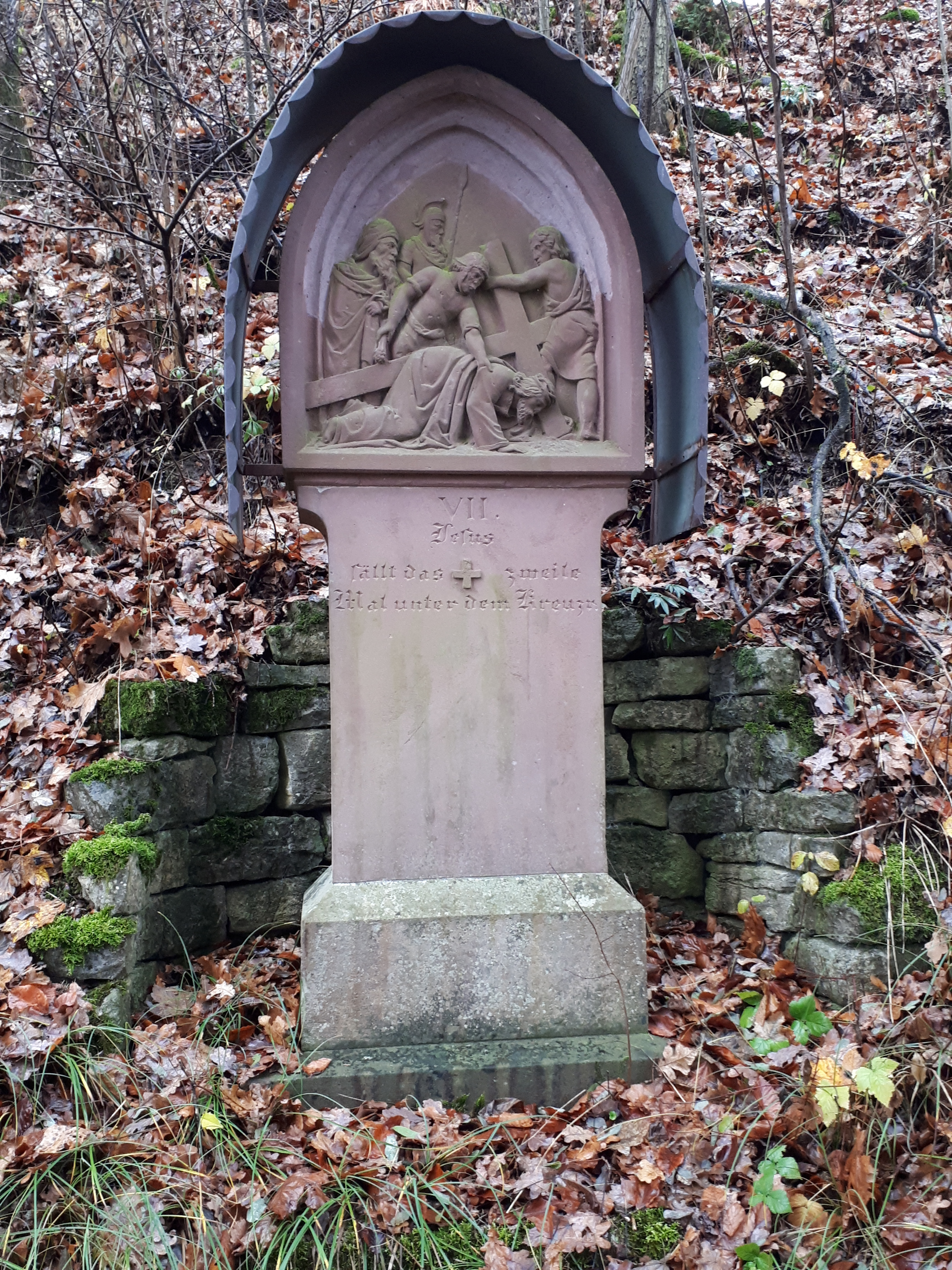
VII. Jesus fällt das zweite Mal unter dem Kreuz
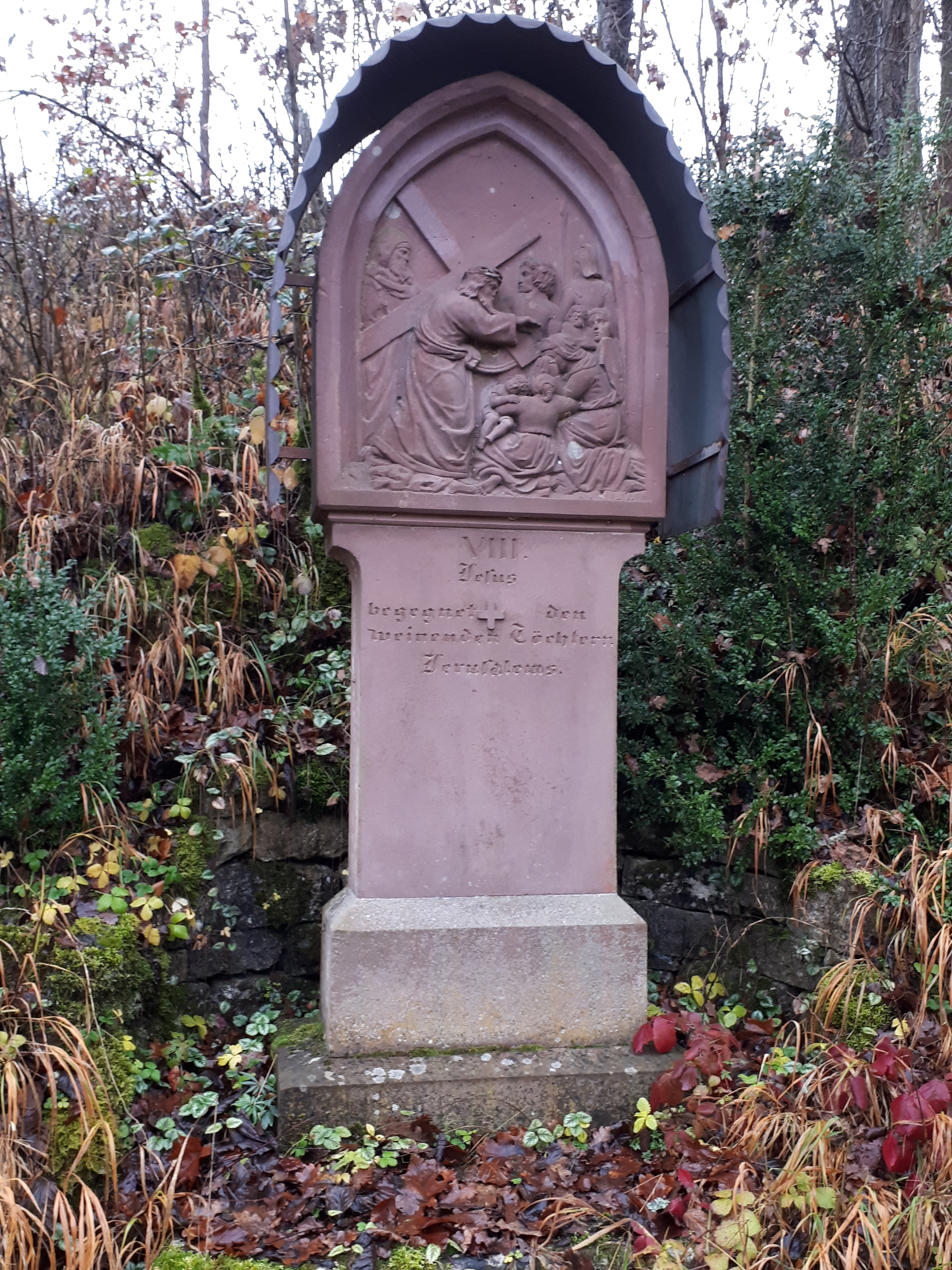
VIII. Jesus begegnet den weinenden Töchtern Jerusalems
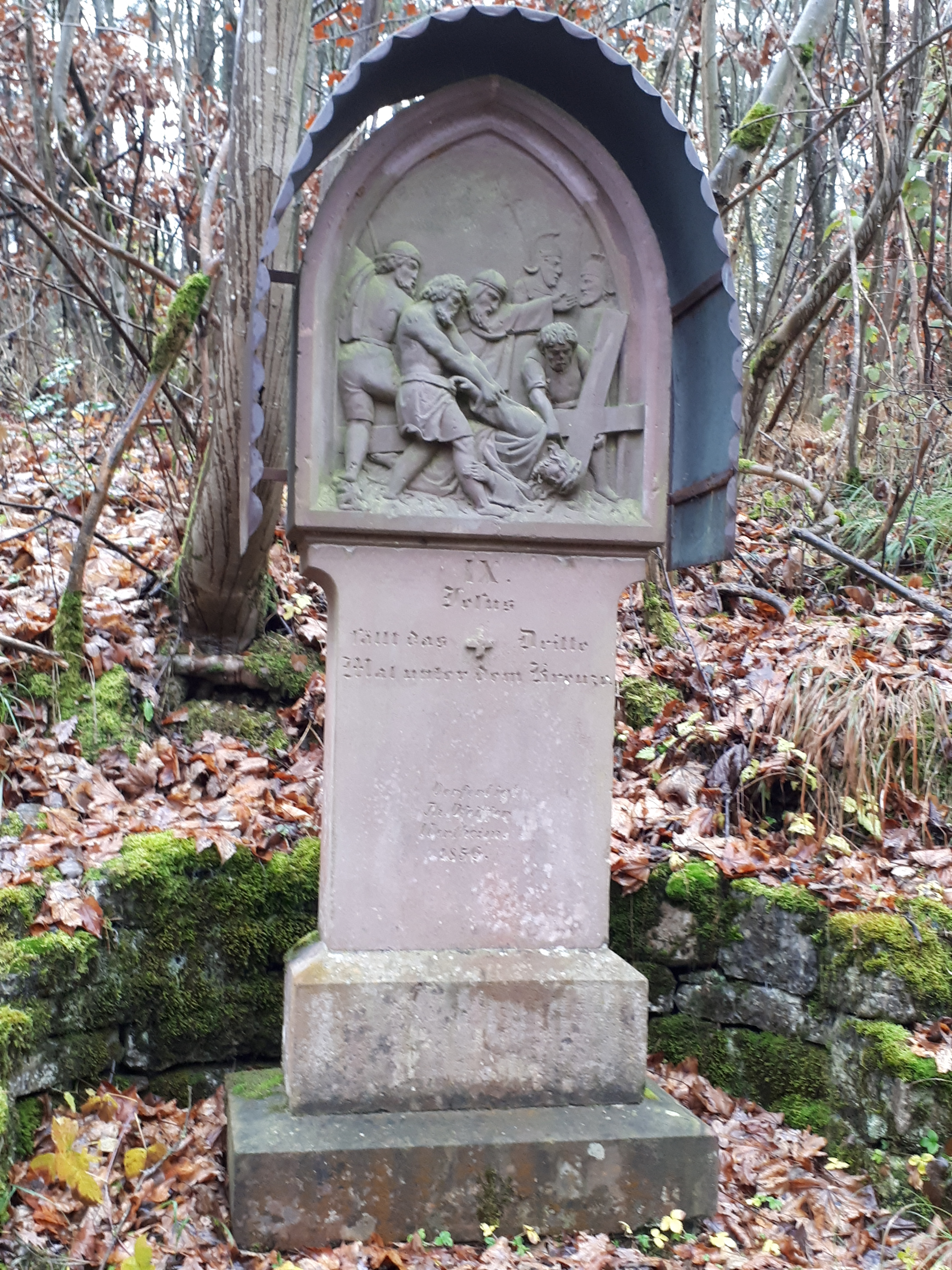
IX. Jesus fällt das dritte Mal unter dem Kreuz
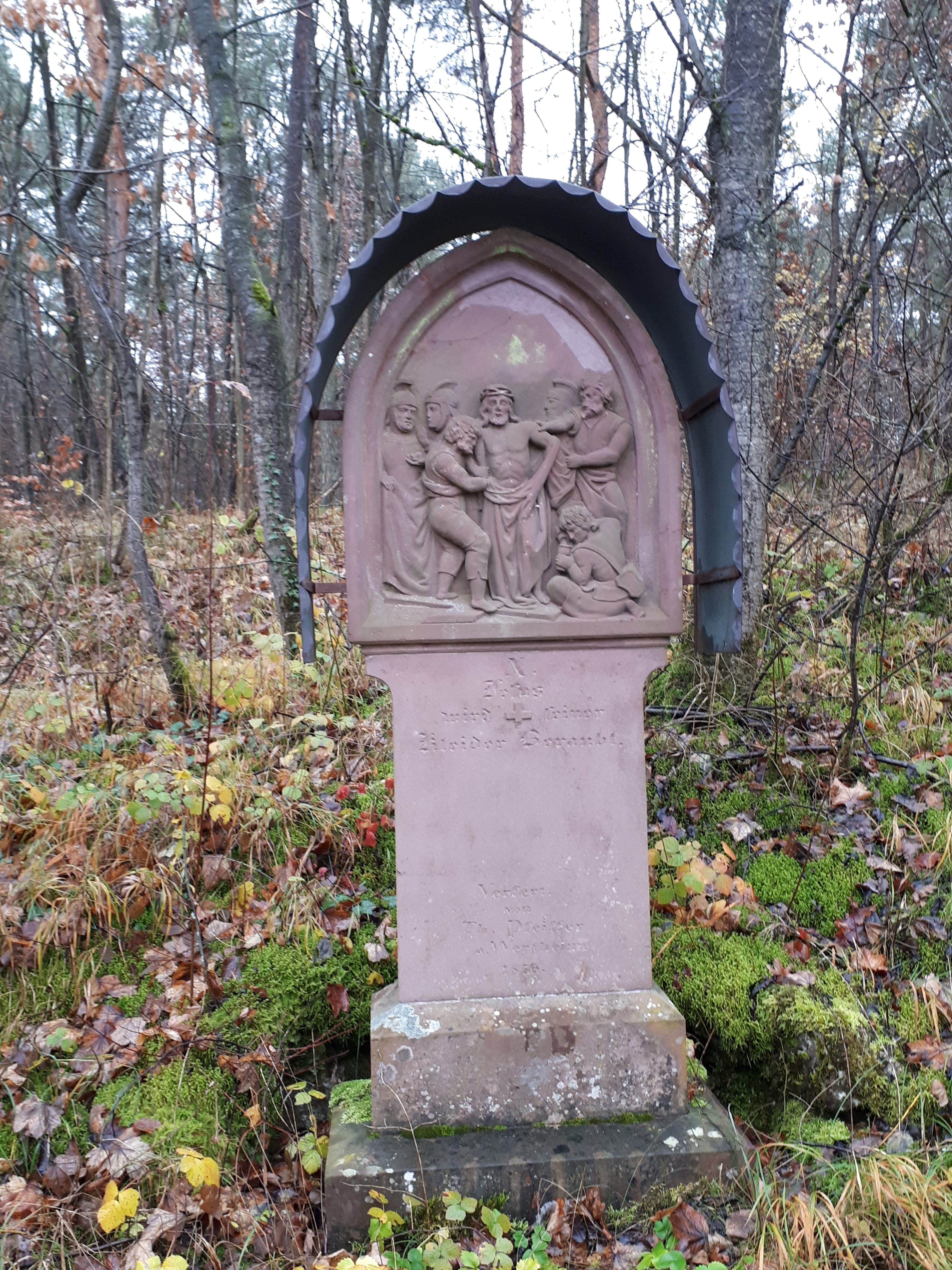
X. Jesus wird seiner Kleider entraubt
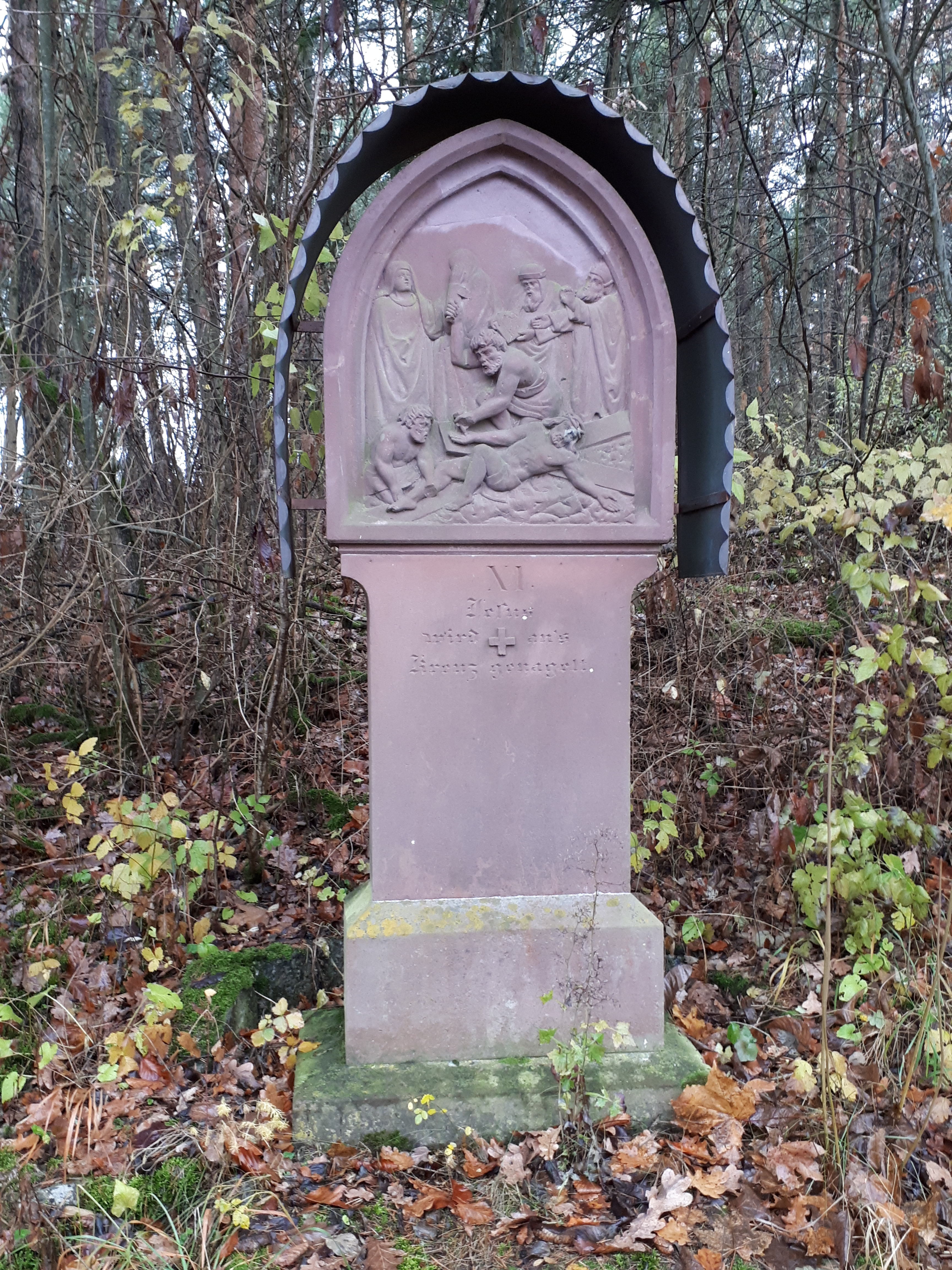
XI. Jesus wird ans Kreuz genagelt
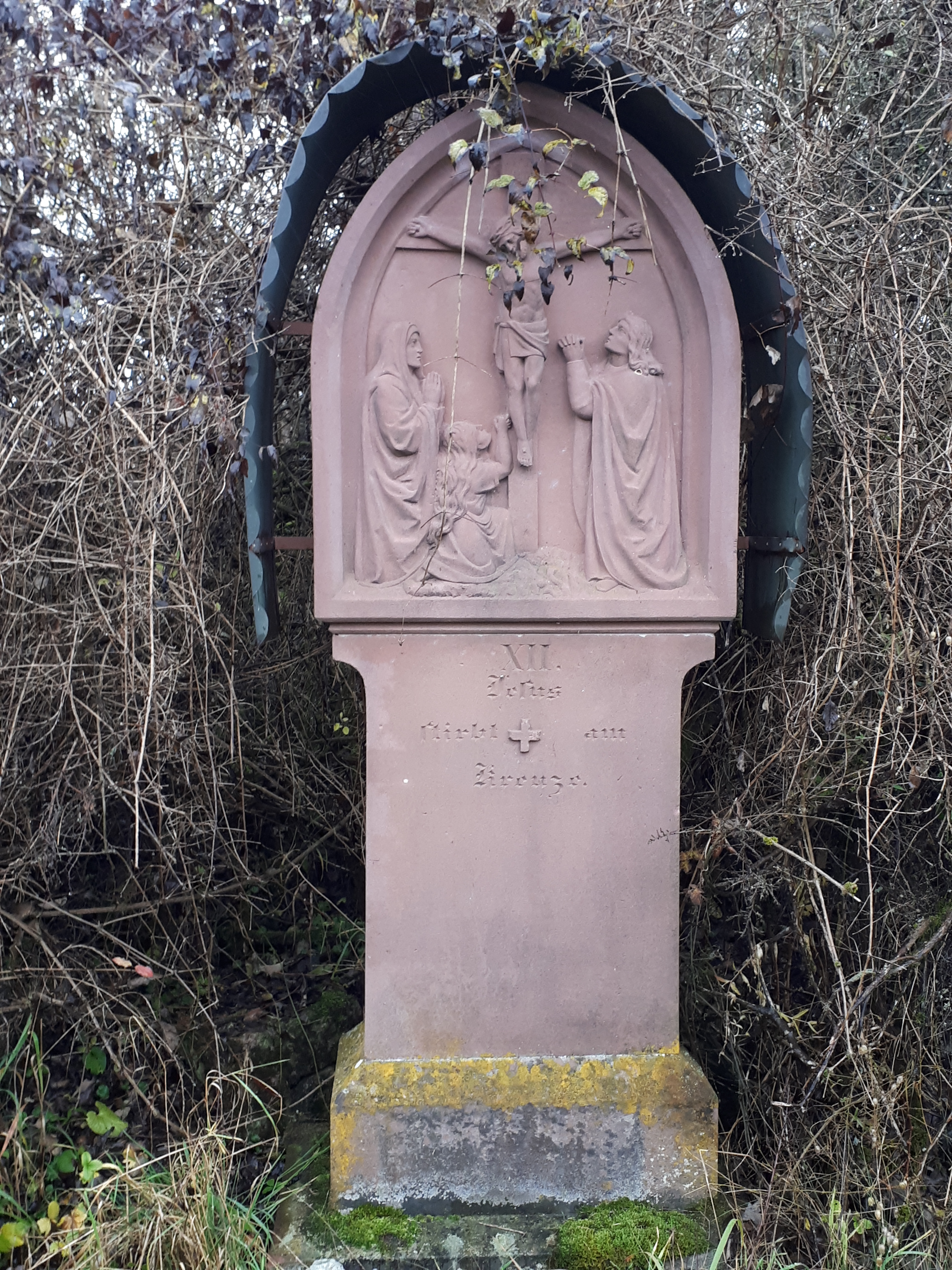
XII. Jesus stirbt am Kreuze
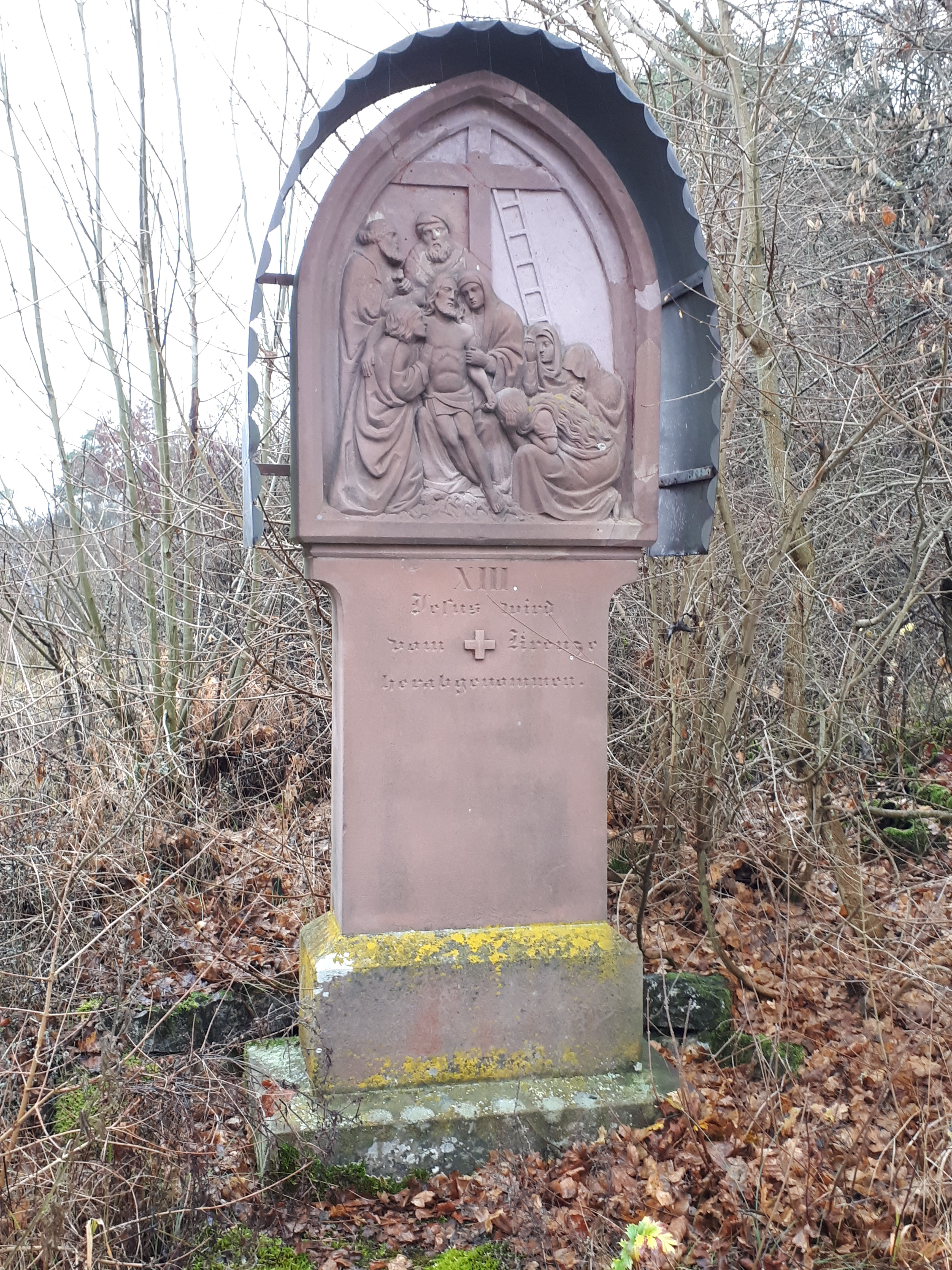
XIII. Jesus wird vom Kreuze herabgenommen
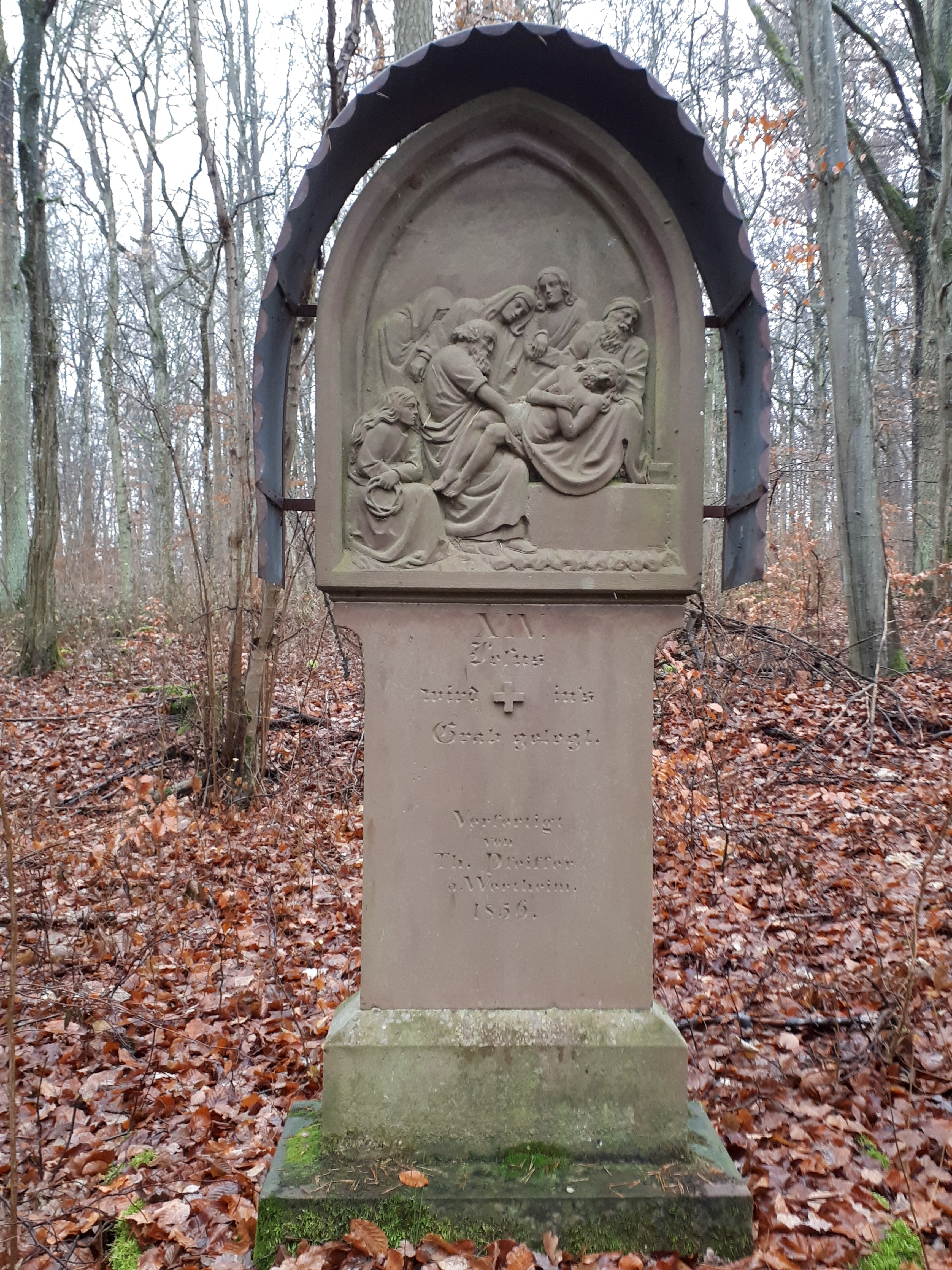
XIV. Jesus wird ins Grab gelegt

## Bildstöcke am Grünsfelder Kreuzweg
Zwischen der neunten und zehnten Station befindet sich eine kleine, grottenähnliche Steinkapelle mit einer Darstellung des gefallenen Jesus unter dem Kreuz. Am Ende des Kreuzweges befindet sich ein großes Kreuz mit einer Darstellung des gekreuzigten Jesus.

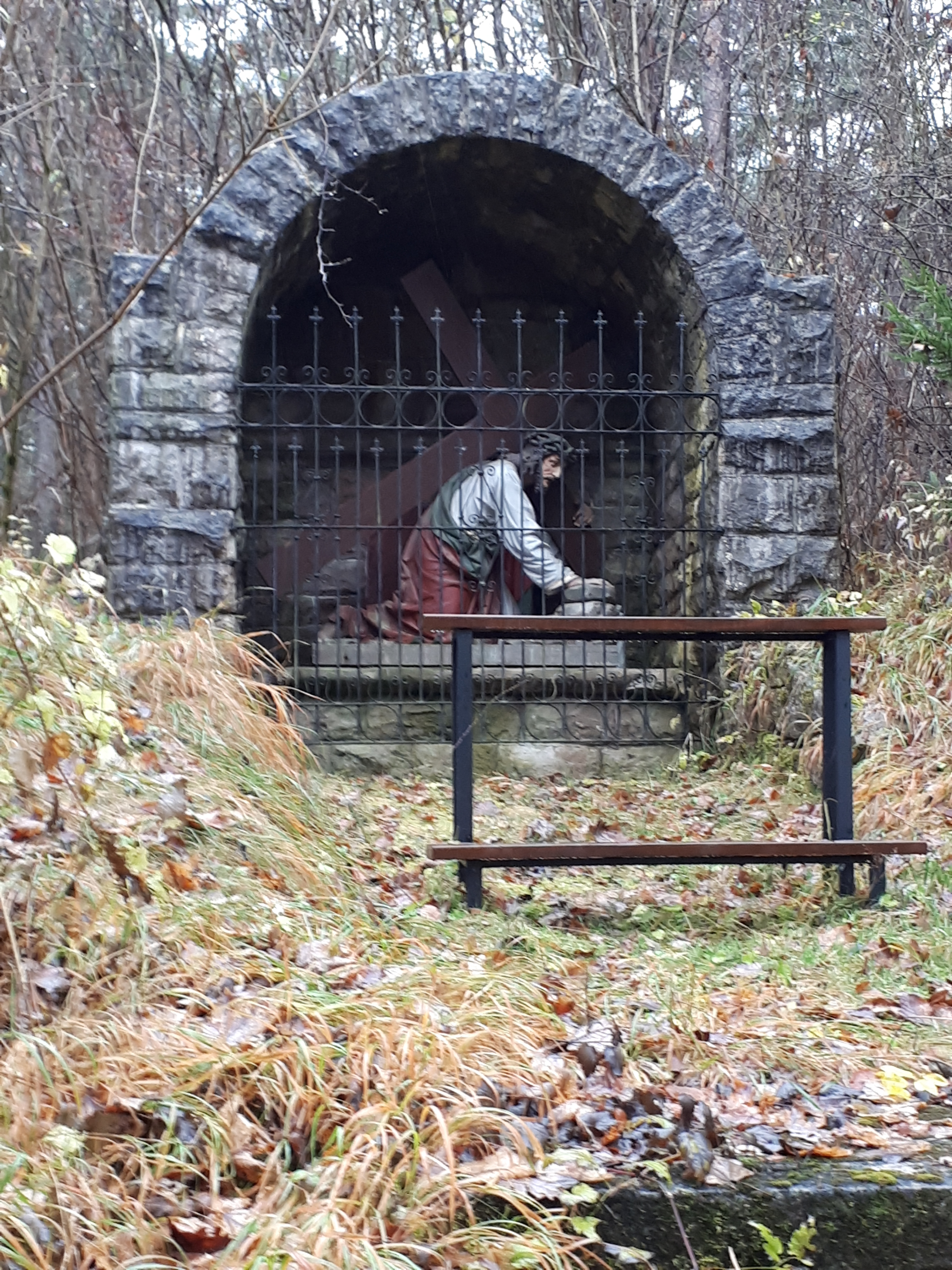
Der unter dem Kreuz gefallene Jesus zwischen der neunten und zehnten Station
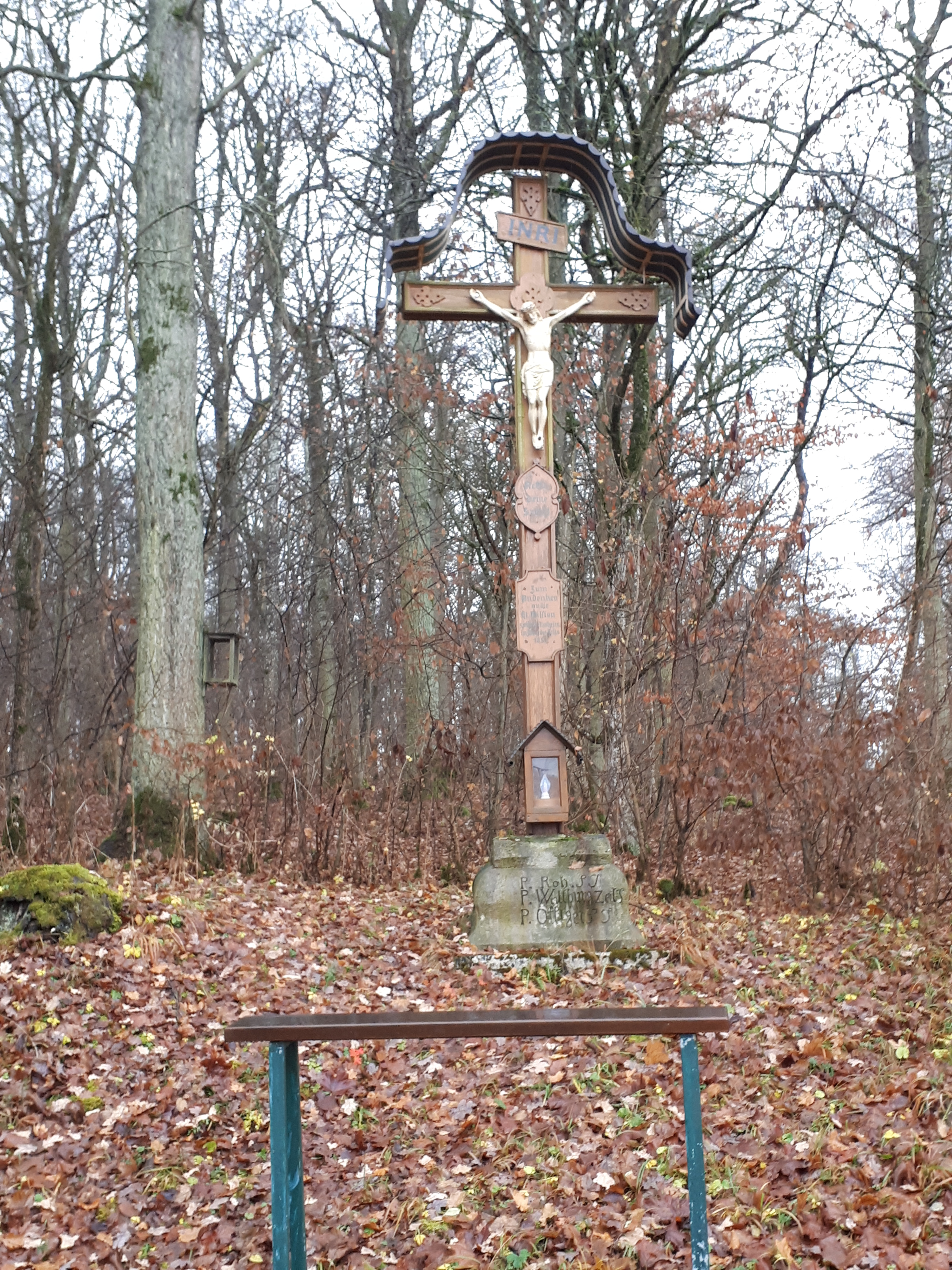
Jesus am Kreuz, am Ende des Kreuzweges